# Boy River (Minnesota)
Boy River – miasto w Stanach Zjednoczonych, w stanie Minnesota, w hrabstwie Cass.